# Thelma (film, 2024)
Pour les articles homonymes, voir Thelma.
Pour plus de détails, voir Fiche technique et Distribution.
Thelma est un film américain réalisé par Josh Margolin, sorti en 2024.

## Synopsis
Thelma Post, 93 ans, se fait escroquer par un homme prétendant être son petit-fils. Elle décide de traverser la ville pour récupérer ce qui lui appartient.

## Fiche technique
- Titre : Thelma
- Réalisation : Josh Margolin
- Scénario : Josh Margolin
- Musique : Nick Chuba
- Photographie : David Bolen
- Montage : Josh Margolin
- Production : Chris Kaye, Benjamin Simpson, Karl Spoerri, Viviana Vezzani, Nicholas Weinstock et Zoë Worth
- Société de production : Bandwagon, Invention Studios et Zurich Avenue
- Société de distribution : Magnolia Pictures (États-Unis)
- Pays :  États-Unis et  Suisse
- Genre : Comédie dramatique
- Durée : 98 minutes
- Dates de sortie : 
  -  États-Unis : 21 juin 2024

## Distribution
- June Squibb (VF : Cathy Cerdà) : Thelma
- Fred Hechinger (VF : Benjamin Bollen) : Daniel
- Parker Posey : Gail
- Clark Gregg (VF : Jean-François Aupied) : Alan
- Chase Kim : le détective Morgan
- Richard Roundtree (VF : Thierry Desroses) : Ben
- Sheila Korsi (VF : Colette Marie) : Gloria (« Annie »)
- Annie O'Donnell : Grace
- David Giuliani : Starey Gary
- Ruben Rabasa : Winston
- Nicole Byer : Rochelle
- Quinn Beswick : Colin
- Bunny Levine : Mona
- Coral Peña (VF : Pauline Ziadé) : Allie
- Ivy Jones : Lois
- Sandra Lee Gimpel : Mary
- Aidan Fiske (VF : Clément Corinthe) : Michael
- Malcolm McDowell : Harvey

## Accueil
Le film a reçu un accueil favorable de la critique. Il obtient un score moyen de 77 % sur Metacritic.